# Hydrelia flavicata
Hydrelia flavicata är en fjärilsart som beskrevs av Carl Peter Thunberg 1784. Hydrelia flavicata ingår i släktet Hydrelia och familjen mätare. Inga underarter finns listade i Catalogue of Life.